# Resolució 348 del Consell de Seguretat de les Nacions Unides
La Resolució 348 del Consell de Seguretat de les Nacions Unides, aprovada el 28 de maig de 1974 després d'un informe del Secretari General de les Nacions Unides, el Consell va acollir amb beneplàcit la determinació de l'Iran i de l'Iraq per desestabilitzar la situació i millorar les relacions (es van trencar les relacions diplomàtiques amb l'Iraq el 1971 per les disputes territorials al Golf Pèrsic). La resolució va afirmar que ambdues parts havien acordat una estricta observança de l'acord d'alto el foc del 7 de març, per retirar concentracions de forces armades al llarg de tota la frontera, la creació d'un clima favorable i una ràpida represa de les converses per solucionar totes les qüestions bilaterals.
La Resolució 348 es va aprovar amb 14 vots contra cap; la República Popular de la Xina no va participar en la votació.